# Tachychlora baeogonia
Tachychlora baeogonia är en fjärilsart som beskrevs av Louis Beethoven Prout 1932. Tachychlora baeogonia ingår i släktet Tachychlora och familjen mätare. Inga underarter finns listade i Catalogue of Life.